# Riki Takagi
Riki Takagi (髙木 理己 Takagi Riki?), född 18 juli 1978 i Chiba prefektur, är en japansk före detta fotbollsspelare och tränare.
Takagi har tränat J3 League-klubben, Gainare Tottori.